# Matei Morușca
Matei Morușca (n. 19 februarie 1890, sat Cristești, comuna Întregalde, județul Alba – d. 16 ianuarie 1979, ) a fost un deputat în Marea Adunare Națională de la Alba Iulia, organismul legislativ reprezentativ al „tuturor românilor din Transilvania, Banat și Țara Ungurească”, cel care a adoptat hotărârea privind Unirea Transilvaniei cu România, la 1 decembrie 1918.:p. 64-65

## Biografie
Matei Morușca, înainte de a se titulariza ca învățător, a fost preot-substitut în parohia ortodoxă Șeica Mică, din județul Sibiu. Ulterior, Matei Morușca a fost numit învățător la Presaca Ampoiului, județul Alba. Aici a activat în cadrul Reuniunii Învățătorilor, pe care a și reprezentat-o la Marea Adunare Națională de la Alba Iulia, în calitate de membru de drept. A încetat din viață  la 16 ianuarie 1979, conform necrologului.:p. 16
Fratele său mai mare a fost primul episcop al românilor din America, Policarp (Pompei) Morușca (1883-1957). Un frate mai mic, Aurel Morușca, a participat la Marea Adunare din Alba Iulia, pe 1 decembrie 1918.:p. 156; 164
Prin mama sa, Ana, născută Cado, se trage dintr-o altă familie de preoți ardeleni, ce duce până la German Popoviciu, paroh în Pâclișa, între 1762 – 1784.:p. 16
Soția sa, Aurelia, născută Nicola, își are obârșiile în familia lui Nicola Ursu (Horea).:p. 16
Între 17 octombrie 1946 și 30 aprilie 1947 l-a tăinuit, în casa parohială din Iclandul Mare, pe scriitorul Nichifor Crainic, aflat sub mandat de arestare.:p. 141

## Activitatea politică

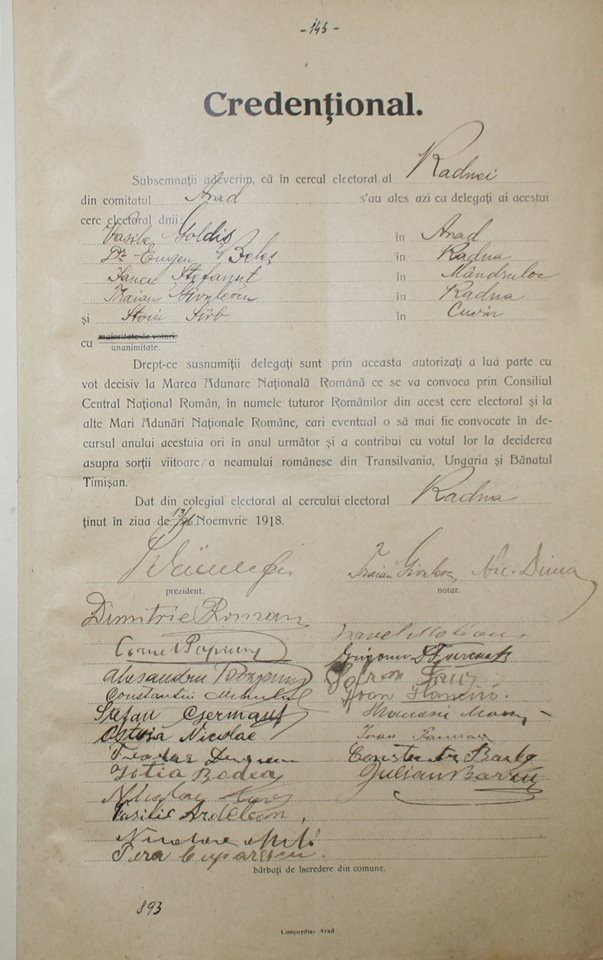
Credențional

Ca deputat în Adunarea Națională din 1 decembrie 1918, Matei Morușca a reprezentat ca delegat de drept al Protopopiatului Chișineu.:p. 16